# 斯特魯吉-克拉斯內耶區
斯特魯吉-克拉斯內耶區（俄语：Струго-Красненский район），是俄羅斯的一個區，位於該國西北部，由普斯科夫州負責管轄，面積3,090.1平方公里，2010年人口13,466，人口密度每平方公里4.36人。